# Héctor Rial
José Héctor Rial Laguía (Pergamino, 1928. október 14. – Madrid, 1991. február 24.) spanyol válogatott argentin-spanyol labdarúgó, csatár, edző.

## Pályafutása

### Klubcsapatban
1947–48-ban a San Lorenzo, 1949 és 1951 között a kolumbiai Santa Fe, 1952 és 1954 között az uruguayi Nacional, 1954 és 1961 között a spanyol Real Madrid labdarúgója volt. 1961-ben kölcsönben a chilei Unión Española csapatában szerepelt. 1961–62-ben a spanyol Espanyol, 1962–63-ban a francia Olympique Marseille játékosa volt. Tagja volt a Real Madrid sorozatban öt BEK-győzelmet szerző együttesének.

### A válogatottban
1955 és 1958 között öt alkalommal szerepelt a spanyol válogatottban és egy gólt szerzett.

### Edzőként
1965-ben a Pontevedra, 1966-ban a Mallorca, 1969–70-ben a Real Zaragoza, 1970–71-ben a Las Palmas vezetőedzője volt. 1971–72-ben a spanyol olimpiai válogatott szakvezetője volt. 1972-ben a szaúd-arábiai válogatott szövetségi kapitányaként, 1974–75-ben a mexikói  Chivas, 1976-ban a spanyol Deportivo de La Coruña, 1978-ban az argentin Estudiantes vezetőedzőjeként dolgozott. Ezt követően a salvadori válogatott szakmai munkáját irányította. Edzői pályafutását 1980-ban a spanyol Elche csapatánál fejezte be.

## Sikerei, díjai
Nacional
- Uruguayi bajnokság
  - bajnok: 1952

 Real Madrid
- Spanyol bajnokság
  - bajnok (4): 1954–55, 1956–57, 1957–58, 1960–61
- Bajnokcsapatok Európa-kupája (BEK)
  - győztes (5): 1955–56, 1956–57, 1957–58, 1958–59, 1959–60
- Interkontinentális kupa
  - győztes: 1960